# Rivalités
Pour l'épisode de la série Angel, voir Rivalités (Angel).
Pour plus de détails, voir Fiche technique et Distribution.
Rivalités (Where Love Has Gone) est un film de procès américain réalisé par Edward Dmytryk, sorti en 1964.

## Synopsis
La fille d’un couple divorcé se retrouve au tribunal pour avoir poignardé le dernier amant en date de sa propre mère.

## Fiche technique
- Titre : Rivalités
- Titre original : Where Love Has Gone
- Réalisation : Edward Dmytryk
- Scénario : John Michael Hayes d'après un livre de Harold Robbins
- Production : Joseph E. Levine
- Société de production : Joseph E. Levine Productions et Embassy Pictures Corporation
- Société de distribution : Paramount Pictures
- Musique : Walter Scharf
- Photographie : Joseph MacDonald
- Montage : Frank Bracht
- Direction artistique : Hal Pereira et Walter H. Tyler
- Costumes : Edith Head
- Pays de production : États-Unis
- Format : Couleur (Technicolor) - 35 mm - 2,35:1 - Son : mono (Westrex Recording System)
- Genre : Drame
- Durée : 111 minutes
- Date de sortie :
  - États-Unis : 2 novembre 1964

## Distribution
- Susan Hayward (VF : Claire Guibert) : Valerie Hayden Miller
- Bette Davis  (VF : Marie Francey) : Mme Gerald Hayden
- Mike Connors  (VF : William Sabatier) : Major Luke Miller
- Joey Heatherton : Danielle Valerie Miller
- Jane Greer : Marian Spicer
- DeForest Kelley  (VF : Michel Gudin) : Sam Corwin
- George Macready  (VF : Louis Arbessier) : Gordon Harris
- Anne Seymour  (VF :  Paule Emanuele) : Dr Sally Jennings
- Willis Bouchey (VF : Emile Duard)  : Juge Murphy
- Walter Reed : George Babson
- Ann Doran : Mme Geraghty
- Bartlett Robinson  (VF : Yves Brainville) : John Coleman

Acteurs non crédités :
- Roy Glenn : Le domestique de Valerie
- Grandon Rhodes : Un banquier
- Howard Wendell : M. Carruthers